# F.E.A.R.
F.E.A.R. (First Encounter Assault Recon) er et første personsskydespil udviklet af Monolith Productions og publiseret af Vivendi.
Spillet blev udgivet til Windows den 18. oktober 2005 og indpasset til Xbox 360 og Playstation 3 af Day 1 Studios. Den første udvidelsespakke, kaldet F.E.A.R. Extraction Point, blev udgivet af Timegate Studios i oktober 2006. Den anden udvidelsespakke, kaldet F.E.A.R. Perseus Mandate, blev udgivet i november 2007.
I F.E.A.R. (First Encounter Assault Recon) Spiller man som "Point Man", hans rigtige navn kender ingen til, og han er en af tropperne i First Encounter Assault Recon. I starten har man til mission at dræbe en telepatisk sindsforvirret kannibal ved navn Paxton Fettel, og senere en lille pige som har hjemsøgt dig gennem hele spillet. Den lille uhyggelige pige hedder Alma Wade, hun døde lidt efter hun blev spærret inde efter en del forsøg med hende, som dermed har gjort hende endnu mere sindsforvirret og sindssyg end Fettel. Til slut slipper Alma ud fra sin telepatiske celle hvor hendes telepatiske rester slipper ud og hjemsøger resten af verden, mens hele undergrunds laboratoriet springer i stumper og stykker og kan næsten refereres til som en selvudløst atombombe.
I F.E.A.R. 2 (Project Origin) Spiller man som Michael Beckett, der er en af tropperne på en anden del af First Encounter Assault Recon. Spillet starter lidt før slutningen på F.E.A.R. 1. Man starter med at skal finde en kvinde ved navn Genevieve Aristede.